# Santa Cruz de León Cortés Castro
Santa Cruz es un distrito del cantón de León Cortés Castro, en la provincia de San José, de Costa Rica.

## Geografía
Santa Cruz cuenta con un área de 21,78 km² y una altitud media de 1650 m s. n. m.

## Demografía
Para el año 2022, Santa Cruz cuenta con una población estimada de 2246 habitantes, y para el último censo efectuado, en 2011, Santa Cruz contaba con una población de 1665 habitantes.

## Historia
El distrito de Santa Cruz, antes del año 1962, pertenecía al cantón de Tarrazú. A principios del siglo XX, dicho territorio era un caserío perteneciente al barrio de San Pablo. 
Don Camilo Gamboa Vargas y su esposa Angélica Jiménez Castro, originarios de San Antonio y San Miguel de Desamparados, respectivamente, fueron una de las familias que emigró, se asentó y dio origen a dicho pueblo y su población. Dicho matrimonio tuvo sus primeros cuatro hijos en La Unión de Tres Ríos, específicamente, en la zona de Río Azul; luego, tuvieron 10 hijos más en Santa Cruz. 
Don Camilo y otros pobladores de la zona, en afán de que sus descendientes recibieran instrucción formal, fundaron la escuela del pueblo en 1924, la cual se ubicaba en terreno de don Camilo, cerca de su casa de habitación. Luego, se traslada la escuela de ubicación y, en 1940, se le solicita al Estado ayuda para la construcción de un edificio escolar en el pueblo. La Asamblea Legislativa decreta por medio de la Ley 117 del 6 de julio de 1940 destinar una suma de dinero para la construcción de la nueva edificación que iba a albergar el centro educativo. Dicho centro educativo se nombró Camilo Gamboa Vargas, como un reconocimiento a la lucha y el apoyo del fundador del pueblo y de dicha escuela.
Además, en 1926 la Municipalidad de Tarrazú le solicita al Congreso la ayuda para la adquisición de una franja de terreno con la finalidad de construir un camino que comunicase el caserío de Santa Cruz con el barrio San Pablo. El Congreso determinó, por medio del decreto número 101 (emitido el 14 de agosto de 1926), auxiliar a dicha Municipalidad con la suma de 1500 colones para que adquiriera una faja de terreno para la apertura de dicho camino.
En 1943 la Municipalidad de Tarrazú solicita al Congreso la creación de tres nuevos distritos y este último, por medio del decreto número 43 del 30 de agosto, decreta la creación de los distritos 6, 7 y 8, siendo este último el de Santa Cruz. En dicho decreto se delimita el distrito de la siguiente manera: "barrio Santa Cruz y caseríos de Tarrazú Arriba y parte de El Jardín, en su límite del cantón Dota, con los siguientes linderos: Norte, río Tarrazú en medio, con el cantón de Desamparados; Sur, distrito central en parte, camino de don Federico Granados en medio, en parte límite Sur de la finca de don Filandro Quirós: Este, línea divisoria con el cantón de Dota; y Oeste, de La Laguna, con dirección al naciente de la quebrada de la finca de don Rafael Naranjo, limitando con el distrito de San Pablo. 
En 1961, por medio de la ley 2916 del 24 de noviembre de 1961, se ordena el plebiscito para la creación del cantón de León Cortés Castro. El 4 de febrero de 1962 se celebra dicho plebiscito y el 29 de marzo del mismo año se declara el resultado a favor de la creación del cantón número 20 de la provincia de San José. Más adelante, el 12 de junio de 1962, en el decreto ejecutivo 11, se establecen los límites con los cantones de Aserrí, Tarrazú, Dota y Desamparados.
En concordancia con el afán de los primeros pobladores del pueblo, un grupo de padres y madres de familia se dan a la tarea de solicitar al Ministerio de Educación Pública la apertura de un centro educativo de segunda enseñanza para la formación de sus hijos. Fue en el 2004 cuando se dio la apertura del colegio en modalidad telesecundaria que, seis años después se convierte en Liceo Rural debido a las decisiones tomadas por el Consejo Superior de Educación. 

## Localidades
- Cabecera: Santa Cruz
- Poblados: Rincón Gamboa, San Martín, Cedral (parte), La Lucha (parte).

## Transporte

### Carreteras
Al distrito lo atraviesan las siguientes rutas nacionales de carretera:
- Ruta nacional 226